# 名古屋市立宮前小学校
名古屋市立宮前小学校（なごやしりつ みやまえしょうがっこう）は、名古屋市北区上飯田南町にある公立小学校。

## 歴史
1979年（昭和54年）4月、名古屋市立飯田小学校から分離独立し、名古屋市立宮前小学校として設立された。

### 児童数の変遷
『愛知県小中学校誌』（2018年）によると、児童数の変遷は以下の通りである。
| 1979年（昭和54年） | 1167人 |  |
| 1987年（昭和62年） | 1271人 |  |
| 1997年（平成9年）  | 521人  |  |
| 2007年（平成19年） | 403人  |  |
| 2017年（平成29年） | 305人  |  |

## 通学区域
所管する名古屋市教育委員会は、2018年（平成30年）9月1日現在、北区のうち、上飯田北町・上飯田東町・上飯田南町4丁目の全域を通学区域として指定している。
また、卒業後の進学先は名古屋市立大曽根中学校となっている。

## 交通アクセス
- 名古屋市営地下鉄上飯田線・名鉄小牧線上飯田駅が最寄り駅である[WEB 1]。

### WEB
1. 1 2  名古屋市教育委員会事務局総務部企画経理課企画統計係 (2018年9月18日). “北区の小・中学校一覧”.   名古屋市. 2018年11月14日閲覧。
2. ↑  名古屋市教育委員会事務局総務部教育環境計画室計画係 (2018年9月1日). “名古屋市立小・中学校の通学区域一覧（北区）” (PDF).   名古屋市. 2018年11月15日閲覧。
3. ↑  名古屋市教育委員会事務局総務部教育環境計画室計画係 (2018年4月1日). “名古屋市立中学校区一覧（小→中）” (PDF).   名古屋市. 2018年11月14日閲覧。

### 文献
1. ↑  北区制50周年記念事業実行委員会 1994, p. 495.
2. ↑  六三制教育七十周年記念 愛知県小中学校誌 合同記念誌編集特別委員会 2018, p. 181.